# سکیگوچی چیکاناگا
سکیگوچی چیکاناگا (به ژاپنی: 関口親永) یا سِنا یوشی‌هیرو(تولد ۱۵۱۸ –مرگ ۱۵۶۲) یک سامورایی در دوره سنگوکو و همسرِ دخترِ ای نائوهیرا رهبر خاندان ای و همچنین پدر تسوکی‌یاما-دونو همسر اصلی توکوگاوا ایه‌یاسو بود. وی به خاندان ایماگاوا خدمت می‌کرد.
در سال ۱۵۶۰ ایماگاوا یوشیموتو رهبر خاندان، در نبرد اوکه‌هازاما توسط سپاه اودا نوبوناگا کشته شد. پس از آن خاندان ایماگاوا رو به ضعف گذاشت اما چیکاناگا با این وجود از خاندان ایماگاوا پشتیبانی می‌کرد. پس از آنکه داماد وی توکوگاوا ایه‌یاسو از خاندان ایماگاوا برید و به پشتیبانی خاندان اودا پرداخت. جانشین یوشیموتو و رهبر خاندان ایماگاوا ایماگاوا اوجیزانه، به درستکاری چیکاناگا نیز مظنون شد و در سال ۱۵۶۲ دستور داد که وی هاراکیری کند. به پیروی از این دستور وی به همراه همسرش (مادر تسوکی‌یاما-دونو) خودکشی کردند.